# Веслање на Летњим олимпијским играма 1904 — двојац без кормилара за мушкарце
Трка двојаца без кормилара је била једна од пет дисциплина веслања на Олимпијским играма 1904.. Такмичење је одржано 30. јула 1904. на језеру у близини Сент Луиса. Стаза је била дугачка 1,5 миљу (2.414 м). У овој дисциплини веслало се само пола стазе.
Учествовала су само три чамца са укупно 6 такмичара, који су сви били представници  САД. Није било предтакмичења и сви су веслали у финалу. 

## Резултати

### Финале
| Пласман | Такмичари                      | Резултати                  |
| ------- | ------------------------------ | -------------------------- |
|         | САД Роберт Фарнан Џозеф Рајан  | 10:57,0                    |
|         | САД Џон Малкејхи Вилијам Варли | заостали за 4 дужине чамца |
|         | САД Џон Јоаким Џозеф Бургер    | непознато                  |